# Islote Alegría
Die Islote Alegría (spanisch für „Insel der Freude“) ist ein Klippenfelsen im Palmer-Archipel vor der Westküste der Antarktischen Halbinsel. In der Gruppe der Melchior-Inseln liegt er vor der Etainsel.
Die Besatzung des Schiffs Primero de Mayo nahm bei einer zwischen 1942 und 1943 durchgeführten argentinischen Forschungsfahrt Vermessungen vor. Argentinische Wissenschaftler benannten ihn 1947 angesichts seiner Erscheinung in ironischer Weise.